# Charles Elworthy
Samuel Charles Elworthy (23 mars 1911 - 4 avril 1993) est un officier supérieur de la Royal Air Force. Il est commandant d'un escadron de bombardiers Blenheim puis commandant de station pendant la Seconde Guerre mondiale. Il devient chef d'état-major de la Force aérienne au milieu des années 1960 et met en œuvre l'annulation des programmes d'avions d'attaque TSR-2 et d'avions de transport militaire HS681. Il est également chef d'état-major de la Défense, poste dans lequel il supervise l'évacuation d'Aden en novembre 1967 et doit répondre à la crise croissante en Irlande du Nord à la fin des années 1960.

## Carrière de la RAF
Elworthy est le fils de Percy Ashton Elworthy et de Bertha Victoria Elworthy (née Julius) . Il est aussi un petit-fils d'Edward Elworthy. Formé au Marlborough College et au Trinity College de Cambridge  Charles Elworthy est admis au barreau de Lincoln's Inn avant de rejoindre la Réserve des officiers de l'Air Force en tant qu'officier pilote en probation le 14 août 1933. Il est  confirmé dans le grade le 14 août 1934.
Elworthy obtient une commission en tant qu'officier pilote dans le No. 600 (City of London) (Fighter) Squadron, qui fait partie de l'Auxiliary Air Force, où il pilote des Harts, avec effet au 15 janvier 1935. Il est attaché à la Royal Air Force le 28 octobre 1935 et rejoint le No.15 Squadron de la RAF Abingdon, pilotant à nouveau des Harts, avec effet à la même date . Il obtient une commission permanente dans la Royal Air Force le 3 mars 1936, promu officier d'aviation le 3 septembre 1936 et est l'assistant personnel de l'Air Chief Marshal Edgar Ludlow-Hewitt, l'Air Officer Commanding-in-Chef au RAF Bomber Command, en novembre 1937. Promu lieutenant d'aviation le 3 septembre 1938, il est affecté en tant que pilote puis commandant d'escadrille au 108e Escadron de la RAF Bassingbourn aux commandes de bombardiers Blenheim en janvier 1939.

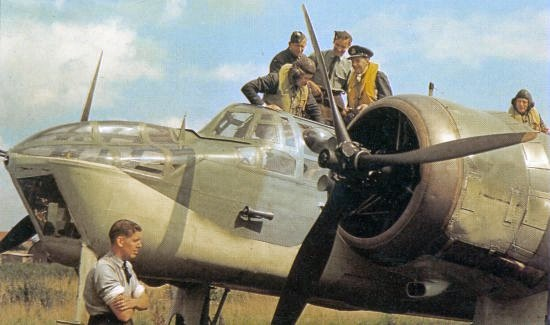
Bristol Blenheim, un avion piloté par Elworthy pendant la Seconde Guerre mondiale

Elworthy sert pendant la Seconde Guerre mondiale, initialement dans un rôle d'entraînement avec le No. 108 Squadron puis, ayant été promu au grade temporaire de chef d'escadron le 1er mars 1940 (permanent en avril 1942), il devient Chief Flying Instructor avec la No. 13 Officer Training Unit en avril 1940 . Il est nommé commandant d'escadrille au 82e Escadron aux commandes de Blenheims de la RAF Watton en août 1940, puis auprès de l'officier commandant le 82e Escadron en décembre 1940. Il reçoit l'Air Force Cross dans les distinctions du Nouvel An 1941 le 1er janvier 1941 et la Distinguished Flying Cross le 7 mars 1941. En mars 1941, malgré des tirs anti-aériens nourris et précis, il réussit un coup direct sur un pétrolier ennemi, y mettant le feu : il reçoit pour cela l'Ordre du Service distingué le 22 avril 1941.
Elworthy rejoint l'état-major de l'air, responsable des opérations au quartier général n°2 du groupe en mai 1941  et est promu au grade de commandant d'escadre à titre temporaire le 1er septembre 1941 et mentionné dans les dépêches le 24 septembre 1941. Il est transféré à l'état-major de l'air responsable des opérations au quartier général du RAF Bomber Command en octobre 1941 et devient capitaine de groupe, responsable des opérations là-bas en mai 1942. Promu commandant d'escadre sur une base substantielle de guerre le 9 novembre 1942, il est de nouveau mentionné dans les dépêches le 1er janvier 1943. Il devient commandant de station à la RAF Waddington en avril 1943 et est de nouveau mentionné dans les dépêches le 14 janvier 1944. En avril 1944, il est nommé représentant du Bomber Command auprès du maréchal en chef de l'Air, Arthur Tedder, qui occupe alors le poste de commandant adjoint suprême des forces alliées, au quartier général suprême de la force expéditionnaire alliée. Il est, à ce titre, étroitement impliqué dans la planification des opérations de coupure des communications ferroviaires allemandes . Il est nommé officier supérieur d'état-major de l'Air au Groupe n° 5 en août 1944 . Dans ce poste, il est étroitement impliqué dans le naufrage du Tirpitz en novembre 1944. Il est promu capitaine de groupe sur une base substantielle de guerre le 22 février 1945.
Après la guerre, Elworthy rejoint l'état-major du Central Bombing Establishment à RAF Marham . Il est nommé Commandeur de l'Ordre de l'Empire britannique le 1er janvier 1946. Il est officier supérieur d'état-major de l'air au groupe n° 2 (indien) en mars 1947 et le premier commandant  de la station de la Royal Pakistan Air Force, Drigh Road (maintenant PAF Base Faisal) le 1er novembre 1947. Il fréquente le Combined Staff College à partir de mai 1949 et est promu capitaine de groupe le 1er juillet 1949. Il est ensuite directeur adjoint du personnel au ministère de l'Air en décembre 1949, commandant de station à RAF Tangmere en décembre 1951 et commandant de station à RAF Odiham en mars 1953. Nommé lieutenant de l'Ordre royal de Victoria le 16 juillet 1953, il devient commandant du secteur métropolitain en décembre 1953. Promu commodore de l'air le 1er janvier 1956, il fréquente l'Imperial Defence College en 1956 et devient commandant du RAF Staff College, Bracknell, en janvier 1957.
Promu vice-maréchal de l'air par intérim le 1er janvier 1957 et vice-maréchal de l'air à titre substantif le 1er juillet 1957, Elworthy devient chef d'état-major adjoint de l'Air avec le grade intérimaire de maréchal de l'air le 15 novembre 1959. Nommé compagnon de l'ordre du bain lors des honneurs du Nouvel An et promu maréchal de l'air sur une base substantielle le 1er juillet 1960, il devient commandant en chef des forces britanniques de la péninsule arabique en août 1960 . Avancé au rang de chevalier commandeur de l'ordre du bain lors des distinctions honorifiques du Nouvel An de 1961, il est commandant en chef du Commandement du Moyen-Orient (Aden), un commandement unifié nouvellement formé, en mars 1961. Il est promu Chevalier Grand-Croix de l'Ordre du Bain lors des distinctions honorifiques du Nouvel An de 1962.
Elworthy est nommé chef d'état-major de la Force aérienne le 1er septembre 1963. En tant que chef d'état-major de la Force aérienne, il travaille en étroite collaboration avec le secrétaire d'État Denis Healey pour mettre en œuvre l'annulation des programmes d'avions d'attaque TSR-2 et d'avions de transport militaire HS681 . Il est promu maréchal de la Royal Air Force le 1er avril 1967 et devient chef d'état-major de la Défense le 4 août 1967. Dans ce poste, il supervise l'évacuation d'Aden en novembre 1967 et doit répondre à la crise croissante en Irlande du Nord à la fin des années 1960 . Il prend sa retraite en avril 1971 .

## Fin de carrière
Elworthy est nommé pair à vie sous le titre de baron Elworthy, de Timaru en Nouvelle-Zélande et d'Elworthy dans le comté de Somerset, le 9 mai 1972. Il est nommé connétable et gouverneur du château de Windsor le 13 avril 1971 et est Lord Lieutenant du Grand Londres en 1973 . Il est également président de la Commission royale pour l'exposition de 1851, du King Edward VII's Hospital for Officers et de la Royal Over-Seas League, ainsi que gouverneur du Bradfield College, du Wellington College et du Marlborough College.
Elworthy est fait Chevalier de l'Ordre de la Jarretière le 23 avril 1977. Il démissionne de ses différents postes en 1978 et retourne dans sa Nouvelle-Zélande natale . Il est fait homme libre de la ville de Londres et de la ville de Timaru . Elworthy est décédé à Christchurch en Nouvelle-Zélande le 4 avril 1993 .

## Famille
En 1936, Elworthy épouse Audrey Hutchinson, ils ont trois fils et une fille . L'un de ses fils est le commodore de l'Air, l'honorable Sir Timothy Elworthy, ancien directeur du Royal Travel to the Queen .